# US Quadball
Der US Quadball, (USQ, bis 2022 US Quidditch), ist der nationale Dachverband der Sportart Quadball in den Vereinigten Staaten von Amerika. Als Nationalverband gehört der USQ dem Weltverband International Quadball Association an. Die USQ zählt heute mehr als 110 Mitglieder.

## Geschichte
Quadball wurde 2005 von Xander Manshel, einem damaligen Studenten am Middlebury College in Middlebury, Vermont, Alex Benepe und einigen ihrer Freunde gegründet. Die Regeln wurden ursprünglich aus dem fiktiven Sport Quidditch abgeleitet, aus der Fantasy-Roman- und Filmreihe Harry Potter.
Im Oktober 2005 wurde das erste Quadball-Spiel am Battell Beach in Middlebury, Vermont, gespielt. Etwa 30 Spieler kamen, um das Spiel zu spielen. Im Jahr 2007 wurde die erste Quadball-Weltmeisterschaft zwischen dem Middlebury College und dem Vassar College ausgetragen. Zu dieser Zeit war Quadball zum beliebtesten Club auf dem Campus des Middlebury College geworden. Im Jahr 2008 unternahmen Studenten eine Frühlingsferienreise, um Quadball an sechs Colleges im Mittelatlantik zu sehen. Diese Reise wurde auf MTV ausgestrahlt, was das Interesse am Spiel steigerte. Die dritte Weltmeisterschaft fand im Oktober 2009 mit 2.000 Zuschauern und 21 Teams statt, was sie zum bisher größten Turnier machte.
Im März 2010 wurde US Quadball in eine gemeinnützige Organisation nach § 501(c)3 umgewandelt. Im Mai fand das erste Treffen der United States Quadball Association mit den Vorstandsmitgliedern der Organisation statt. Im November fand das erste Auswärtsspiel in Manhattan statt. Die vierte Quadball-Weltmeisterschaft fand ebenfalls hier statt, und 46 Teams nahmen teil. Dieses Event dauerte zwei Tage, zog Medienaufmerksamkeit und 15.000 Zuschauer an. Im Februar 2011 wurde das erste transkontinentale Spiel zwischen Studenten des Vassar College in New York und der University of Vaasa in Finnland ausgetragen. 
Im März 2011 veranstaltete die USQ ihr erstes regionales Turnier namens Swamp Cup in Gainesville, Florida. Im November 2011 traten 96 Teams bei der fünften Weltmeisterschaft auf Randalls Island in New York gegeneinander an. Im Jahr 2012 begannen Hunderte von Teams, sich an anderen Universitäten und Colleges in den gesamten Vereinigten Staaten zu etablieren. 
Im Juli 2012 fanden die Summer Games in Oxford, Vereinigtes Königreich statt. Die International Quidditch Association veranstaltete das Event, das von den Vereinigten Staaten gewonnen wurde. Im September 2012 gründete die United States Quadball Association ein Entwicklungsteam für Schiedsrichter, das die Ausbildung von einzelnen Personen zu Schiedsrichtern in diesem Sport fördert.
Nach einer Umfrage unter den Mitgliedern änderte USQ im Juli 2022 ihren Namen von US Quidditch in US Quadball. Der Schritt wurde gemeinsam mit Major League Quadball durchgeführt und berief sich auf das, was die Organisation als die anti-transgender Haltung der Harry-Potter-Autorin J.K. Rowling und das Filmstudio Warner Bros. betrachtete, das Markenrechte am Wort Quidditch besitzt. Der Name bezieht sich auf die Anzahl der Bälle, die im Sport verwendet werden, und die Anzahl der Positionen, die auf dem Feld gehalten werden.

## Mannschaften in den USA
Die Vereine sind entweder auf Hochschul- oder Gemeindeebene angesiedelt. Teams, die bei der USQ registriert sind, sind in acht Regionen unterteilt: 
- Nordosten,
- Mittelatlantik,
- Mittlerer Westen,
- Großseenregion,
- Westen,
- Süden,
- Südwesten
- und Nordwesten.